# William Restrepo Cortés
William Restrepo Cortés (Pereira, 19 de marzo de 1943) es un periodista colombiano.

## Carrera profesional
Empezó cubriendo noticias en “El Diario” en 1960, siendo el primer gran reto de su carrera. Más tarde empieza a estudiar en Medellín y se vincula a “El Colombiano”, momento en el que abandona los estudios de manera definitiva. Años después viaja a Estados Unidos y es a partir de 1970 cuando comienza su carrera en los medios periodísticos. A partir de ese momento y hasta 1982 trabaja en “Univisión” como director de noticias del programa nacional de la cadena, la primera en emitir en español en los Estados Unidos, donde formó a reporteros corresponsales para las estaciones de televisión, produjo y dirigió documentales y donde cubrió las elecciones presidenciales del país norteamericano durante más de 30 años. Al mismo tiempo, fue corresponsal de radio y televisión para Argentina, Venezuela, Perú, Ecuador, México y Colombia, su país de origen.
El 31 de enero de 2018, el Juzgado Segundo Penal del Circuito de Conocimiento de Pereira decretó la nulidad de una sanción impuesta por Sergio Mauricio Vega Lemus, exdirector ejecutivo de la Cámara de Comercio de Pereira, en contra del periodista, por el incumplimiento de una sentencia proferida el 31 de agosto de 2017. Se le había ordenado a Restrepo que rectificara a través de las redes sociales Facebook y Twitter por unas supuestas calumnias dirigidas a Vega Lemus.
Actualmente es profesor de periodismo y psicología en la Facultad de Comunicación Social - Periodismo, en la Universidad Católica Popular del Risaralda. Además coordina y dirige el periódico "El ciudadano de Cuba" y es el presidente de la "Fundación Para el Desarrollo del Eje Cafetero", y se desempeñó como director de Caracol TV.

## Trabajos destacados
Fue corresponsal en la guerra de Vietnam y las Guerras de Kosovo. También cubrió la información sobre el asesinato del presidente de Estados Unidos, John F. Kennedy, el 22 de noviembre de 1963, en Dallas. Difundió, en 1963, el discurso "I have a dream" de Martín Luther King, que se dio en el Monumento a Lincoln durante la Marcha en Washington por el trabajo y la libertad. Además, informó sobre el asesinato de Robert F. Kennedy, el 6 de junio de 1968 y transmitió la llegada del hombre a la Luna el 20 de julio de 1969, tras cumplirse con éxito la misión espacial Apolo 11.
Fue el encargado de cubrir el asesinato de Malcolm X en febrero de 1965. Ganó un Premio Internacional con la transmisión de "Catorce horas sin luz en los 8 Estados de la Costa Este", en noviembre de 1965, de manera que planificó y transmitió por televisión diez elecciones presidenciales en Estados Unidos y dos en España.

## Premios y reconocimientos
- 4 premios Emmy[1]